# Бесідки
Бе́сідки — село в Україні, у Берездівській сільській громаді Шепетівського району Хмельницької області. 
Населення становить 344 особи.

## Походження назви
За переказами старожилів через цю місцевість проходив чумацький шлях з Корця до Холму. Чумаків приваблювала мальовнича місцевість краю. Тут вони нібито відпочивали і проводили бесіди. Брати чумаки Данило і Гаврило вирішили оселитися в цьому місці, побудували собі хутори і завели великі пасіки. Ця місцевість приваблювала сюди на відпочинок і шляхту, де вони також проводили різні бесіди. Згодом сюди переселився козак Рабчинський, який купив із села Суховолі селянина-кріпака на прізвище Гнесь. З часом
ці хутори розрослися в одне поселення, якому дали назву село Бесідки. На користь цих переказів свідчить те, що зараз в селі найбільше таких прізвищ, як Данилюк, Гаврилюк, Рабченюк, Гнесь.

## Історія
У 1577 році належало до маєтностей князя Корецького. В кінці 19 століття у власності Микуличів.
В кінці 19 століття нараховувалось 130 будинків, 806 жителів, дерев'яна церква (1887 рік), школа.
Підпорядковувалося Берездівській волості, Новоград-Волинського повіту, Волинської губернії.
7 (20) листопада 1917 року, відповідно до Третього Універсалу Української Центральної Ради, увійшло до складу Української Народної Республіки.
Перша спроба організувати в селі колгосп була восени 1929 року але внаслідок спротиву селян справа закінчилась невдачею. Проте вже весною 1930 року примусово було організовано сільськогосподарську артіль імені Шевченка. У 1948 році колгосп добився високих показників в розвитку громадського тваринництва, за що колгоспу було присуджено обласний Перехідний Червоний прапор та першу грошову премію в сумі 25000 крб., а в 1957 році колгосп стає мільйонером, одержавши 1 мільйон 33 тисячі карбованців прибутку. 11 лютого 1960 року колгосп імені Шевченка села Бесідки було приєднано до колгоспу імені Менжинського села Хвощівка. Зразу об'єднаний колгосп носив назву Шевченка, а з серпня 1963 року став називатися Хвощівський колгосп імені Менжинського.
В лютому 2000 року відбувся поділ колгоспу. Утворилося два товариства з обмеженою відповідальністю «Бесідки» та «Хвощівське».
12 червня 2020 року, відповідно до розпорядження Кабінету Міністрів України № 727-р «Про визначення адміністративних центрів та затвердження територій територіальних громад Хмельницької області», увійшло до складу Берездівської сільської громади.
19 липня 2020 року, в результаті адміністративно-територіальної реформи та ліквідації Славутського району, село увійшло до складу Шепетівського району.

## Символіка
Затверджена 5 жовтня 2015 р. рішенням № 1/2015 L сесії сільської ради VI скликання.

### Герб
На щиті, розтятому золотим і червоним, дві розтятих чашки в стовп, змінних з полями кольорів, ручками вліво і вправо, супроводжуваних по сторонам червоною і золотою козацькими шаблями в стовп. Щит вписаний в золотий декоративний картуш і увінчаний золотою сільською короною. Унизу картуша напис «БЕСІДКИ».
Герб символізує назву села, оскільки за легендою тут зустрічалися чумаки, що їхали по сіль і поверталися з промислу, і вели бесіди. Шаблі — символ козацької звитяги. Корона означає статус населеного пункту.

### Прапор
Квадратне полотнище складається з двох рівношироких вертикальних смуг, жовтої древкової і вільної червоної, на перетині смуг дві розтяті на червоне і жовте чашки, на древковій смузі червона вертикальна, на вільній жовта вертикальна козацькі шаблі.

## Населення
Згідно з переписом УРСР 1989 року чисельність наявного населення села становила 483 особи, з яких 196 чоловіків та 287 жінок.
За переписом населення України 2001 року в селі мешкали 343 особи. 100 % населення вказало своєю рідною мовою українську мову.
Станом на 1 січня 2011 року в селі проживало 232 особи, з них дітей дошкільного віку — 11, шкільного — 20, пенсіонерів — 123, працюючих громадян — 42.

## Підприємства сільськогосподарського виробництва
Землі села обробляє СТОВ «Бесідки», яке займається виробництвом зерна, молока, м'яса.

## Свята
Храмовий празник у селі святкується 6 травня, у день святого Юрія Змієборця.